# 偏差
偏差（へんさ、英: deviation）とは、統計学において、データの1つの値に対して、基準値（平均値や中央値など）との差のことである。偏差はデータの各値に対して定まるものである。

## 偏差値
偏差値とは、平均からの偏差 ÷ 標準偏差 × 10 + 50 のこと。偏差は単純に引き算した結果であり母集団によってその大小が左右される。この変動を打ち消して、その要素が母集団の中ではどのくらい平均からずれているかの度合いを出したものが偏差値である。

## 絶対偏差
絶対偏差（英: absolute deviation）とは、偏差の絶対値のこと。基準値（平均値や中央値など）との差の絶対値。

## 平均偏差・平均絶対偏差
平均偏差（英: mean deviation, average deviation）や平均絶対偏差（英: mean absolute deviation, average absolute deviation）とは、絶対偏差の平均のこと。基準値と測定値の差の絶対値の平均値。通常は、基準値として算術平均を用いる。偏差の統計量。

## 標準偏差
データの標準偏差とは、元のデータの値たちを、平均値を変えず絶対偏差を一定値 s に取り直したとき（データの大きさが奇数のときは同じデータを併せて偶数にする）、2つの偏差ベクトルのユークリッドノルムが等しくなるような s のこと。データの偏差の自乗の平均の平方根（非負）に等しくなる。標準偏差は偏差の一部ではない。値が全て有理数でも標準偏差は平均偏差と違い無理数になることが多い。標準偏差は常に平均偏差以上になる。

## 無線工学
無線工学で使用する場合は、無線局ごとに割り当てた送信周波数と空中線から実際に放射される周波数のずれを指す。電波法において使用する周波数帯ごとに許容範囲が決めている。